# 喬治亞崖
喬治亞崖（英語：Georgian Cliff）是南極洲的懸崖，位於亞歷山大一世島東部，處於愛神星冰川終點以北，海拔高度550米，根據美國探險隊拍攝的空中照片繪入地圖，現時由南極條約體系管理。